# Gramenaspis africana
Gramenaspis africana är en insektsart som först beskrevs av Robert Newstead 1912.  Gramenaspis africana ingår i släktet Gramenaspis och familjen pansarsköldlöss. Inga underarter finns listade i Catalogue of Life.